# Wolf House
Wolf House était un manoir de 26 pièces construit par l'écrivain Jack London et son épouse Charmian London à Glen Ellen, en Californie. Il a brûlé le 22 août 1913, peu de temps avant que le couple envisage d'y emménager. Les ruines en pierre de la propriété, qui font partie du Jack London State Historic Park, sont classées un site historique national depuis 1963.

## Le projet
Dans un essai intitulé The House Beautiful, écrit en 1906 et publié dans son livre de 1909 Revolution and Other Essays, Jack London décrit la "maison de ses rêves" idéale. Il y écrit que "l'utilité et la beauté doivent être indissolublement mariées" et ajoute que la maison doit être "honnête dans la construction, les matériaux et l'apparence". Il décrit des salles de bains modernes, des logements pour la domesticité spacieux et bien aménagés, un nettoyage et un entretien faciles, une bonne ventilation et de grandes cheminées. Il prédit qu'il construira la maison de ses rêves d'ici sept à dix ans.
Jack London avait acheté une ferme de 53 ha dans la vallée de Sonoma vers 1905. Il a ensuite acheté plusieurs parcelles adjacentes, augmentant la taille du domaine à environ 490 ha. De l'ordre d'un tiers des terres était cultivé et les deux tiers restant étaient formés de coteaux boisés. Il a appelé la propriété "Wonder Ranch".

## La conception
Jack London a embauché l'architecte de San Francisco Albert L. Farr pour concevoir la maison. Farr était l'un des principaux représentants de l'architecture du mouvement Arts & Crafts en Californie. La conception a été décrite comme « rustique et individualiste » et comportait une bibliothèque de 5,8 m par 12,2 m et un salon en duplex de 5,5 m par 17,7 m. En réponse au souhait de Jack London de posséder des équipements modernes, les plans de Farr comprenaient un chauffe-eau, un éclairage électrique, un système de réfrigération, un système d'aspirateur intégré, une buanderie comprenant un « essoreur rotatif à séchage à vapeur » et une cave à vin. Conscients des graves dommages causés par le tremblement de terre de San Francisco en 1906, London et Farr avaient prévu une grande résistance et durabilité dans la conception de la structure.
Une étude réalisée en 1987 par un groupe d'historiens de l'architecture a déclaré que Wolf House « peut être considéré comme une combinaison entre les "bungalows ultimes" de Greene et Greene du Sud de la Californie et les grands chalets des Adirondacks ».
La maison de 1 400 m2 comportait 26 pièces et neuf cheminées.

## Le chantier
La construction a commencé à la fin de 1910 lorsque des pierres ont été dynamitées et des arbres coupés. Jack London a engagé le tailleur de pierres italien Natale Forni (1871-1948) comme maître d’œuvre du chantier. Il a également embauché sa sœur aînée Eliza London Shepard (1867-939) comme surintendant de son ranch, et elle a été impliquée dans la gestion quotidienne du chantier.
La structure de la maison a été construite à partir de cinq matériaux de base, tous obtenus localement : des rondins de red cedar avec écorce, des rochers, des morceaux de roche volcanique bruts obtenus par l'utilisation d'explosifs, de l'ardoise bleue et du béton.

## L'incendie
La construction de Wolf House était presque terminée et les London prévoyaient d'emménager lorsqu'un incendie s'est déclaré tard dans la nuit du 22 août 1913. Le feu s'est propagé rapidement et a ravagé l'intérieur de la maison, bien que les murs massifs en maçonnerie soient restés debout. Le toit de tuiles rouges s'est effondré. Bien qu'un incendie criminel ait été soupçonné, aucune preuve solide n'a jamais été découverte.
L'incendie a profondément affecté les personnes les plus impliquées dans le projet. La sœur de Jack, Eliza, a pleuré cette nuit-là. Charmian London a écrit plus tard qu'Eliza était « marquée dans son âme » et que le maître d’œuvre Forni était « comme un père qui avait perdu son enfant et risquait de perdre sa raison ». Sa femme a également écrit que « la destruction de sa maison a tué quelque chose en Jack, et il n'a jamais cessé de ressentir intimement le caractère tragique de cette perte ».

## Conséquences

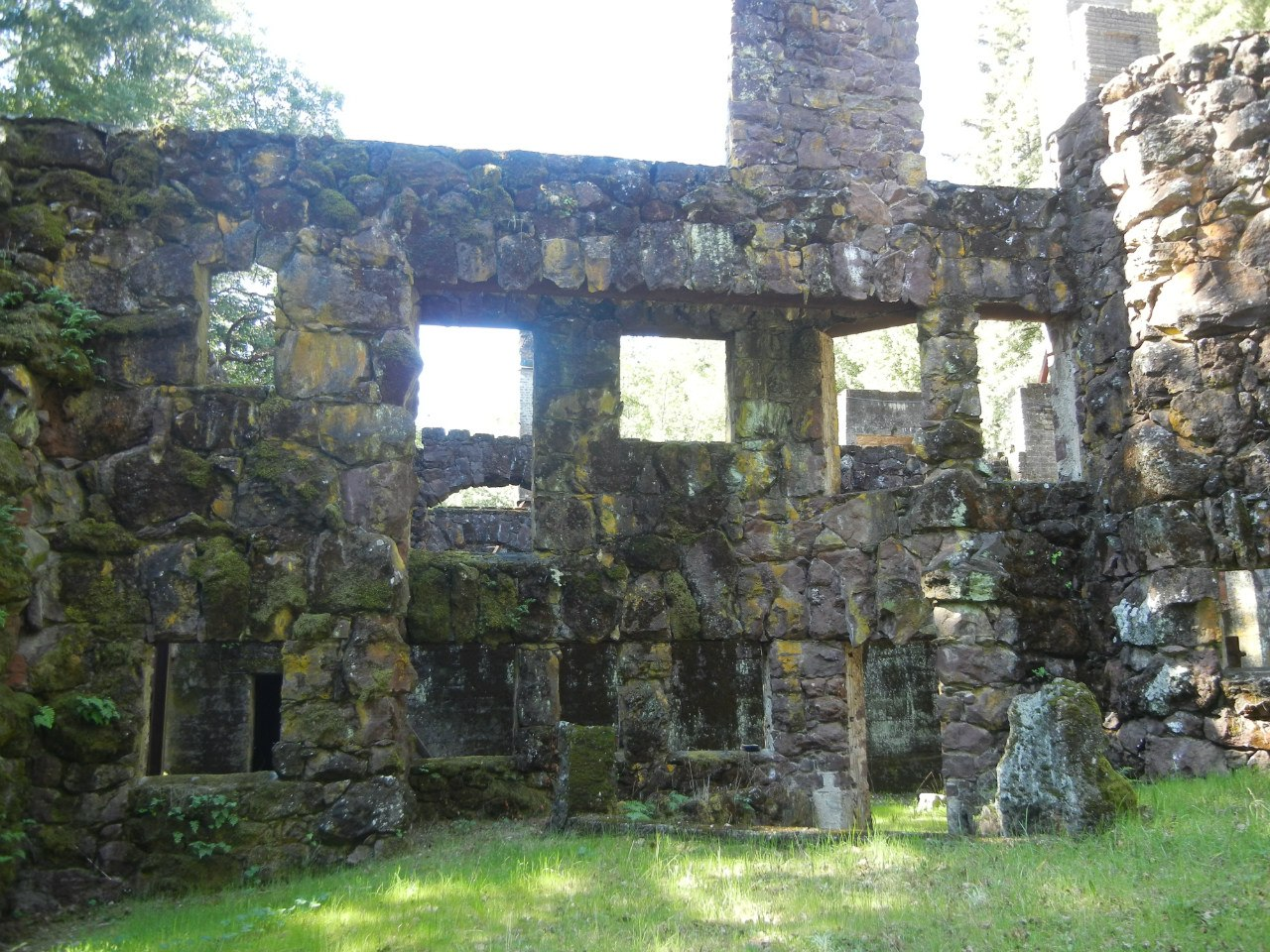
Les ruines de Wolf House.

Les pertes financières ont été estimées entre 35 000 et 40 000 dollars. London avait plusieurs polices d'assurance sur la maison et a récupéré 10 000 $. La National Union Fire Insurance Company a utilisé plus tard un courrier de remerciement écrit par London dans une campagne publicitaire.
Jack London s'est engagé à reconstruire la maison et ses ouvriers ont commencé à couper des rondins de red cedar, qui devaient être séchés et affinés pendant 18 mois avant que la reconstruction puisse commencer. Cependant, la santé de London a décliné et il est mort trois ans et trois mois après l'incendie, le 22 novembre 1916,.
Charmian London a continué à vivre au Beauty Ranch jusqu'à sa mort en 1955, s'installant finalement dans une maison qu'elle a appelée "The House of Happy Walls", à environ 800 m des ruines de Wolf House. Là, elle a protégé l'héritage de son mari et a écrit une biographie de lui. Sa maison est maintenant un musée. Jack et Charmian London sont enterrés au Beauty Ranch, tout comme la sœur de Jack, Eliza.
Les héritiers de la famille London ont fait don de la propriété à l'État de Californie en 1960. Les ruines de Wolf House ont été désignées monument historique de la Californie en 1959 et monument historique national en 1963. Des contreventements en acier ont été ajoutés à la structure de maçonnerie en 1965 pour éviter sa détérioration. Bien que l'intérieur des ruines soit clôturé, les visiteurs peuvent s'approcher des murs extérieurs de la structure.
En 1995, une analyse médico-légale de la cause de l'incendie a été réalisée par une équipe de dix experts dirigée par Robert N. Anderson, professeur d'ingénierie à la retraite de l'université d'État de San José. Diverses causes possibles ont été écartées. La journée avait été très chaude, mais il n'y avait pas d'éclair. Les enquêteurs n'ont trouvé aucune preuve d'incendie criminel ou d'incendie électrique, puisque le générateur n'avait pas été installé. Ils ont identifié la combustion spontanée comme la cause la plus probable de l'incendie. Plus tôt le jour où le feu s'est déclaré, une finition à l'huile de lin était appliquée sur les « magnifiques » armoires et boiseries intérieures en chêne et noyer. Les travailleurs avaient déjà été réprimandés pour négligence dans l'emploi de matériaux de finition inflammables. L'incendie a probablement commencé dans des chiffons de coton imbibés d'huile, dans la salle à manger du rez-de-chaussée, sous la bibliothèque et la salle de travail de Jack London. Certaines fenêtres n'avaient pas encore été installées, permettant une libre circulation de l'air à même d'attiser le feu. Le feu a probablement enflammé le parquet en premier, puis s'est propagé aux panneaux de bois. Au moment où l'incendie a été découvert, il était hors de contrôle.